# Aspariegos
Aspariegos – gmina w Hiszpanii, w prowincji Zamora, w Kastylii i León, o powierzchni 42,16 km². W 2011 roku gmina liczyła 294 mieszkańców.